# アル・ジャジーラ・アンマン
アル・ジャジーラ・クラブ（アラビア語: نادي الجزيرة, 英: Al-Jazeera Club）は、ヨルダンの首都アンマンをホームタウンとするスポーツクラブ。以下は特に記述がない場合、サッカークラブに関する記述とする。

## 歴史
1947年、アル・ジャジーラは総合スポーツクラブとして創設された。創設時にはサッカーや卓球、ハンドボール、バレーボール、バスケットボール、重量挙げ、ボディビル、陸上競技のクラブが含まれていた。サッカークラブは1952年にヨルダンリーグ、1981年にヨルダンFAシールド、1984年にヨルダン・カップ、1985年にヨルダン・スーパーカップで初優勝を果たした。バスケットボールクラブも1964年に全国選手権初優勝、1997年に2度目の優勝を果たした。
2013-14シーズンはヨルダンリーグ3位に終わったが、同2位のアル・ファイサリーに財政上の問題が生じたため、繰り上がりで初のAFCカップ出場権を獲得した。

## タイトル
- ヨルダンリーグ 優勝 (3) : 1952, 1955, 1956
- ヨルダン・カップ 優勝 (2) : 1984, 2017–18
- ヨルダンFAシールド（英語版） 優勝 (2) : 1981, 1986
- ヨルダン・スーパーカップ（英語版） 優勝 (1) : 1985

## AFC主催大会成績
| 年度 | 大会      | ラウンド  | 対戦クラブ                       | ホーム | アウェー | 合計 |
| ---- | --------- | --------- | -------------------------------- | ------ | -------- | ---- |
| 2015 | AFCカップ | グループB | タルジー・ワーディ・アル・ニース |        |          |      |
| 2015 | AFCカップ | グループB | アル・ショルタSC                 |        |          |      |
| 2015 | AFCカップ | グループB | TBD                              |        |          |      |